# Beatles (canção)
"Beatles" foi a canção que representou a Suécia no Festival Eurovisão da Canção 1977. Foi interpretada em sueco pela banda Forbes. A referida canção tinha letra de Sven Olov Bagge, música de Claes Bure e foi orquestrada por Anders Berglund. 
Como a canção fala da banda inglesa The Beatles, os suecos pensariam obter uma boa classificação porque o festival se realizava no país natal daquela banda. Contudo, o júri europeu não terá gostado deste "oportunismo" e deu apenas dois pontos (fornecidos pela Alemanha Ocidental e como tal ficou em último lugar, uma das piores classificações de sempre para a Suécia.

## Posição nas paradas musicais
| Parada (1977) | Melhor posição |
| ------------- | -------------- |
| Suécia        | 3              |